# Суґімура Сьодзіро
Суґімура Сьодзіро (яп. 杉村 正二郎, нар. 4 квітня 1905, Осака — пом. 15 січня 1975) — японський футболіст, що грав на позиції півзахисника.

## Виступи за збірну
У 1927 року дебютував в офіційних матчах у складі національної збірної Японії. У формі головної команди країни зіграв 1 матч. Був учасником Far Eastern Championship Games 1927 року.

## Статистика
Статистика виступів у національній збірній.
| Збірна Японії | Збірна Японії | Збірна Японії |
| Роки          | Ігри          | голи          |
| ------------- | ------------- | ------------- |
| 1927          | 1             | 0             |
| Усього        | 1             | 0             |